# Lissonota albivitta
Lissonota albivitta là một loài tò vò trong họ Ichneumonidae.